# Vasil Kušej
Vasil Kušej (Ústí nad Labem, 24 maggio 2000) è un calciatore ceco, attaccante dello Slavia Praga.

## Carriera

### Club
Cresciuto nei settori giovanili di Ústí nad Labem e Teplice, nel 2015 si trasferisce alla Dinamo Dresda, con cui l'8 settembre 2017 firma il primo contratto professionistico, valido fino al 2022. Il 2 settembre 2019 viene ceduto a titolo temporaneo al Wacker Innsbruck; il 3 agosto 2020 fa ritorno, sempre in prestito, all'Ústí nad Labem. Il 22 giugno 2021 rescinde il contratto che lo legava alla Dinamo Dresda, venendo tesserato dal Prostějov. Dopo essersi messo in mostra con il club bianco-blu, il 20 gennaio 2023 viene acquistato dal Mladá Boleslav, con cui firma fino al 2025.

### Nazionale
Ha giocato nelle nazionali giovanili ceche Under-16, Under-17, Under-18 ed Under-19.
Nel 2023 è stato convocato, con la nazionale Under-21 ceca, per l'Europeo di categoria.
Il 20 novembre 2023 esordisce in nazionale maggiore nel successo per 3-0 contro la Moldavia.

## Statistiche

### Presenze e reti nei club
Statistiche aggiornate al 21 ottobre 2023.
| Stagione              | Squadra               | Campionato            | Campionato | Campionato | Coppe nazionali | Coppe nazionali | Coppe nazionali | Coppe continentali | Coppe continentali | Coppe continentali | Altre coppe | Altre coppe | Altre coppe | Totale | Totale | Totale |
| Stagione              | Squadra               | Comp                  | Pres       | Reti       | Comp            | Pres            | Reti            | Comp               | Pres               | Reti               | Comp        | Pres        | Reti        | Pres   | Reti   |        |
| --------------------- | --------------------- | --------------------- | ---------- | ---------- | --------------- | --------------- | --------------- | ------------------ | ------------------ | ------------------ | ----------- | ----------- | ----------- | ------ | ------ | ------ |
| 2019-2020             | Wacker Innsbruck      | EL                    | 4          | 0          | CA              | 1               | 0               |                    | -                  | -                  |             | -           | -           | 5      | 0      |        |
| 2020-2021             | Ústí nad Labem        | FNL                   | 25         | 2          | CRC             | 2               | 0               | -                  | -                  | -                  | -           | -           | -           | 27     | 2      |        |
| 2021-2022             | Prostějov             | FNL                   | 26         | 5          | CRC             | 3               | 2               | -                  | -                  | -                  | -           | -           | -           | 29     | 7      |        |
| 2022-gen. 2023        | Prostějov             | FNL                   | 15         | 5          | CRC             | 2               | 0               | -                  | -                  | -                  | -           | -           | -           | 17     | 5      |        |
| Totale Prostějov      | Totale Prostějov      | Totale Prostějov      | 41         | 10         |                 | 5               | 2               |                    | -                  | -                  |             | -           | -           | 46     | 12     |        |
| gen.-giu. 2023        | Mladá Boleslav        | 1L                    | 14+2       | 4          | CRC             | -               | -               | -                  | -                  | -                  | -           | -           | -           | 16     | 4      |        |
| 2023-2024             | Mladá Boleslav        | 1L                    | 9          | 4          | CRC             | 1               | 0               | -                  | -                  | -                  |             | -           | -           | 10     | 4      |        |
| Totale Mladá Boleslav | Totale Mladá Boleslav | Totale Mladá Boleslav | 23+2       | 8          |                 | 1               | 0               |                    | -                  | -                  |             | -           | -           | 26     | 8      |        |
| Totale carriera       | Totale carriera       | Totale carriera       | 93+2       | 20         |                 | 9               | 2               |                    | -                  | -                  |             | -           | -           | 104    | 22     |        |

## Palmarès

### Club

#### Competizioni nazionali
- Campionato ceco: 1

Slavia Praga: 2024-2025